# Charles de Gruben
Charles Eugène Frédéric de Gruben (Brussel, 23 juli 1833 - Wijnegem, 18 juni 1900) was een Belgisch senator.

## Biografie

### Familie
Charles de Gruben, telg uit de familie de Gruben, was een zoon van Jean-Frédéric de Gruben (1772-1839), directeur van de posterijen in Luik en vervolgens in Brussel, en Marie-Anne Meyer (1793-1846). De familie had al sinds 1644 adellijke titels, hoofdzakelijk in Beieren. Frédéric verkreeg in 1822 onder het Verenigd Koninkrijk der Nederlanden opname in de adel en toekenning van de baronstitel voor hem en al zijn nazaten. 
Hij trouwde in 1855 in Antwerpen met Euphrasie du Bois (1833-1913), kleindochter van baron Ferdinand du Bois en Jean-Baptiste van der Aa de Randerode. Ze kregen twee zoons en drie dochters.
- Coralie de Gruben (1859-1945), trouwde in 1877 in Antwerpen met baron Frédégand Cogels (1850-1932), senator en gouverneur van Antwerpen, zoon van John Cogels, schepen van Antwerpen en senator. Ze kregen vijf zoons en vier dochters, met afstammelingen tot heden.
- Marie de Gruben (1862_1940), trouwde in 1882 in Antwerpen met graaf Oscar Le Grelle (1861-1930), gemeenteraadslid van Antwerpen, medeoprichter en bestuurder van uitgeverij De Vlijt, uitgever van Gazet van Antwerpen en bestuurder van Crédit Anversois, kleinzoon van graaf Gérard Le Grelle en neef van graaf Ferdinand Le Grelle. Ze kregen zeven zoons en vier dochters, met afstammelingen tot heden.
- Anne de Gruben (1864-1932), trouwde in 1893 in Wijnegem met graaf Henri Le Grelle (1865-1934). Ze kregen vijf zoons en een dochter, met afstammelingen tot heden.
- Alphonse de Gruben (1866-1929), burgemeester van Booischot, trouwde in 1893 in Booischot met Marguerite de Turck de Kersbeek (1872-1927), kleindochter van Alphonse della Faille de Leverghem. Ze kregen vijf zoons en vijf dochters, met afstammelingen tot heden.
- Joseph de Gruben (1868-1930), trouwde in 1893 in Keulen met Catherine Flesser (1871-1942). Ze kregen een zoon, maar zonder nakomelingen.

Hij was een schoonbroer van volksvertegenwoordiger Maximilien de Renesse.

### Loopbaan
De Gruben werd beroepsmilitair in 1849 en verliet het leger in 1855 als onderluitenant.
Hij was bijna zestig jaar toen hij in 1892 verkozen werd tot katholiek senator voor het arrondissement Turnhout, een mandaat dat hij uitoefende tot drie weken voor zijn overlijden.
Hij speelde korte tijd een industriële rol als:
- voorzitter van de NV Mines de Manganèse d'Ouro-Preto in Brazilië (1899-1900),
- voorzitter van de NV Charbonnages de Cassel (1900).

Hij was vooral in activiteiten betrokken die met de landbouw te maken hadden:
- voorzitter van de landbouwcomice van Zandhoven,
- lid van de Landbouwcommissie van de provincie Antwerpen (voorzitter van 1885 tot 1900),
- lid van de Hoge Raad voor de Landbouw,
- ondervoorzitter van de Landbouwmaatschappij van het Noorden,
- voorzitter van de Landbouwwedstrijd op de Wereldtentoonstelling van 1885 in Antwerpen.

Verder was hij nog:
- bestuurder van het Bureau voor Armenzorg in Antwerpen,
- lid, ondervoorzitter en voorzitter van de provinciale commissie voor studiebeurzen,
- ondervoorzitter van de toezichtscommissie van het Rijksweldadigheidsgesticht in Mol.